# Halloween documents
Halloween documents, ou Documentos das Bruxas, numa tradução livre, é uma série de memorandos confidenciais da Microsoft com estratégias potenciais relacionadas ao Software livre, mais especificamente ao Linux, bem como as suas respostas. Tanto os documentos que vazaram como suas respostas foram publicadas por Eric S. Raymond. Os documentos são associados ao Halloween (31 de Outubro), porque muitos deles vazaram da empresa próximo a essa data.
O primeiro Halloween Document requisitado pelo Vice Presidente Senior Paul Maritz e escrito pelo Gerente de programação da Microsoft Vinod Valloppillil, chegou a Eric S. Raymond em Outubro de 1998, que imediatamente publicou uma versão comentada em seu site. O documento contém referências a um segundo memorando que fala mais especificamente sobre Linux, e este documento, escrito por Vinod Valloppillil e Josh Cohen para a Microsoft, também chegou à mão de Eric S. Raymond e também foi comentado e publicado em seu site. A Microsoft admitiu a autenticidade dos documentos.
Marcados como "Microsoft Confidential", eles identificam o software de código aberto e, em particular, o sistema operacional Linux como os maiores desafios ao domínio da Microsoft sobre a indústria do software e sugere maneiras com que a Microsoft poderia interromper o crescimento do Software Livre.
Estes documentos reconhecem que os Softwares Livres são competidores tecnologicamente similares aos produtos da Microsoft e dita uma série de estratégias para combatê-los. Os documentos causaram embaraço à Microsoft pois contradizem os pronunciamentos públicos da Microsoft sobre o assunto.